# Thampoa dissimilis
Thampoa dissimilis är en insektsart som beskrevs av Huang och Zhang 2002. Thampoa dissimilis ingår i släktet Thampoa och familjen dvärgstritar. Inga underarter finns listade i Catalogue of Life.